# Portada/efemèride febrer 25
Neil Jordan
« 24 de febrer · 25 de febrer · 26 de febrer »